# Церковь Норашен (Гори)
Церковь Норашен (арм. Գորիի Նորաշեն հայկական եկեղեցի) — утраченный храм Армянской Апостольской церкви в городе Гори, Грузия. По-грузински храм был известен как Ахали Сакдари.

## История
Храм находился на территории Горийской крепости, напротив православного храма Окона или Пресвятой Богородицы (где впоследствии был открыт музей революционеру Камо), а также недалеко от другой армянской  церкви Святого Степаноса. Церковь была взорвана советскими властями в 1930-е гг..